# Anni migliori
Anni migliori è un album del gruppo italiano Santarosa, pubblicato, prodotto e distribuito nel 1989 in formato LP e musicassetta da Durium/Dischi Ricordi.

## Descrizione
L'album viene pubblicato a seguito della partecipazione del gruppo alla sezione Emergenti (anche se il gruppo aveva già riscontrato un discreto successo fin dal suo esordio a fine anni settanta) della trentanovesima edizione del Festival di Sanremo con il brano Anni migliori.
Il disco, oltre al brano succitato, contiene alcuni inediti ed altri già dati alle stampe a metà degli anni ottanta, ma usciti solo come singoli 45 giri, quali Atlantide e L'amore vola.
Dall'album viene estratto un 45 giri che reca sul lato A il brano Anni migliori e sul Lato B Atlantide.

## Tracce
1. Anni migliori (Paolo Baldan Bembo, Fabrizio Berlincioni)
2. Sole sole (Monopoli, Pintucci, Natilli, Subelli)
3. La vita è un festival (Paolo Baldan Bembo, F. Evangelisti)
4. Canzone per il mondo (Paolo Baldan Bembo, Claudio Daiano)
5. Che follia (Alberto Baldan Bembo, Monopoli)
6. Atlantide (Claudio Daiano, Paolo Baldan Bembo)
7. L'amore vola (Alberto Feri, Monopoli)
8. Din don (Michele Galasso, Savino Grieco)
9. L'isola (Alberto Feri, Monopoli)